# Озеро «Джулин»
О́зеро «Джу́лин» — гідрологічна пам'ятка природи місцевого значення в Україні. Розташована в межах Хотинського району Чернівецької області, на південь від села Владична. 
Площа 31,2 га. Статус надано згідно з рішенням облвиконкому від 16.06.2000 року № 82-11/2000. Перебуває у віданні Шировецької сільської ради. 
Статус надано з метою збереження реліктового озера, яке утворилось у карстово-тектонічній улоговині. Вздовж берегів зростає водно-болотна рослинність. 